# Furcraea acaulis
Furcraea acaulis ist eine Pflanzenart aus der Gattung Furcraea in der Unterfamilie der Agavengewächse (Agavoideae). Das Artepitheton acaulis stammt aus dem Lateinischen und verweist auf die Wuchsform der Art.

## Beschreibung
Die Rosetten von Furcraea acaulis sind stammlos oder bilden einen bis zu 3 Meter langen Stamm aus. Die ausgebreiteten, lanzettlich-schwertförmigen, fast flachen Laubblätter sind glatt. Ihre Blattspreite ist etwa 150 Zentimeter lang und 12,5 bis 15 Zentimeter breit. An den Blatträndern befinden sich zweispaltig zurückgeschlagene Randzähne von 3 bis 5 Millimeter Länge. Sie stehen für gewöhnlich in spreizenden Paaren an den Spitzen grüner Vorsprünge und sind 25 bis 62 Millimeter entfernt. Es sind auch ungezähnte Formen bekannt. 
Der Blütenstand erreicht eine Höhe von 7,2 bis 9 Meter (selten bis 12 Meter) und besitzt einen langen Schaft. Die hängenden Blüten sind etwa 50 bis 60 Millimeter lang. Ihre länglichen, hellgelben, etwas stumpfen Perigonblätter weisen eine Länge von etwa 50 bis 62 Millimeter auf. Die inneren Perigonblätter sind ein wenig breiter als die äußeren. Der dreikantige Fruchtknoten weist eine Länge von etwa 20 bis 25 Millimeter auf. Der Griffel ist dreikantig, die Narbe dreispaltig.
Über die Früchte ist nichts bekannt.

## Systematik und Verbreitung
Furcraea acaulis ist in Kolumbien, im nördlichen Venezuela und Ecuador verbreitet.
Die Erstbeschreibung als Yucca acaulis durch Karl Sigismund Kunth wurde 1816 veröffentlicht. Er schrieb dort wörtlich 'Crescit copiose prope Caracas et Cumana' (übersetzt: 'wächst zahlreich nahe Caracas und Cumana'), also in Venezuela. Bernd Ullrich stellte die Art 1992 in die Gattung Furcraea. Synonyme sind Furcraea stratiotes Petersen und Furcraea humboldtiana Trel. (1910).
Furcraea acaulis wird in der Gattung in die Sektion Furcraea eingeordnet. Die Art ist nur unzureichend bekannt.

## Nachweise